# MDC Max Daetwyler
Die MDC Max Daetwyler AG ist ein Schweizer Unternehmen mit dem Hauptsitz in Bleienbach im Kanton Bern. Die Firma Daetwyler ist in der Druck- und Maschinenindustrie tätig und verkauft von Verschleissmaterialien bis zu kompletten Maschinen alles über ein weltweites Verkaufs- und Vertriebsnetz.

## Geschichte
In Dietikon im Kanton Zürich im Jahr 1943 gründete Max Daetwyler die gleichnamige Firma. Der Fokus lag auf der Wartung und Überholung von Flugzeugen. Im Weiteren entwickelte und revidierte Daetwyler stahlverarbeitende Maschinen sowie Zeichnungs- und Kopiermaschinen für die grafische Industrie. 1951 errichtete der begeisterte Pilot in Bleienbach (BE) einen neuen Firmensitz, wo er sich mit der Entwicklung und der Fertigung von Flugzeugteilen beschäftigte. Max Daetwyler und Lilly Schneeberger gründeten die Max Daetwyler Co. mit dem Ziel, Teile für die zivile und militärische Luftfahrt zu entwickeln und herzustellen. Die Entwicklung eines Metalltrainingsflugzeugs wurde gestartet. Im Rahmen des Rüstungsprogramms beschaffte die Schweizer Armee Mirage-Kampfflugzeuge und vergab Daetwyler einen substanziellen Auftrag für die Fertigung von Mirage-Teilen. Die Schweizer Eidgenossenschaft stoppte das Mirage-Programm aus politischen Gründen abrupt. Daetwyler musste sich innert kürzester Zeit umorientieren und fand neue Geschäftsmöglichkeiten in der grafischen Industrie, insbesondere im Tiefdruck. Darauf folgte 1979 die Umwandlung von der Einzelunternehmung zur Aktiengesellschaft. Mit der Vorstellung des Laserstars, der mit Lasergravur die Oberfläche von Druckzylindern bearbeitet, im Jahre 1995 schaffte Daetwyler den endgültigen Durchbruch in der Tiefdruckindustrie.
Daetwyler verkauft seine Produkte seit 1970 mit einem weltweiten Vertriebsnetz, unter anderem mit Niederlassungen in Frankreich, Deutschland, England, Spanien, USA, Russland, China, Mexico, Brasilien, Südafrika, Singapur und seit 2008 auch in Indien.
Die Daetwyler SwissTec wurde im Jahr 2007 als eigenständige Schwesterfirma der MDC Max Daetwyler AG gegründet und konzentriert sich auf die Rakelherstellung.
Die Gruppe und der Eigentümer der Unternehmen Hell Gravure Systems, DE,  K. Walter, DE und Bauer Logistik, DE legten ihre Tätigkeiten per 1. Januar 2009 in der Heliograph Holding zusammen.

## Unternehmung
Im Hauptquartier Bleienbach, sowie der Zweigniederlassung in Ursenbach (BE), werden rund 250 Mitarbeitende beschäftigt. Weltweit beschäftigt Daetwyler rund 600  Mitarbeiter. Die Unternehmung wird bereits in 3. Generation geführt.

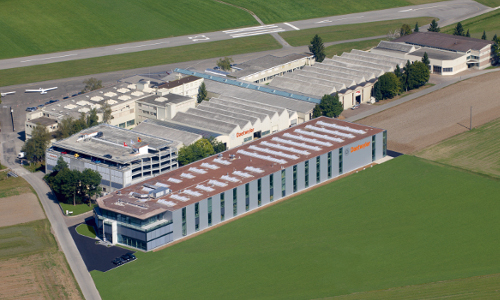
Daetwyler Firmengebäude

Die Gruppe ist in drei selbständige Firmen aufgeteilt:

### MDC Max Daetwyler AG
Die MDC Max Daetwyler AG bietet allgemeine Industriedienstleistungen für den Maschinenbau an, von der Einzelteilefertigung über die Baugruppenmontage bis hin zur kompletten Herstellung von komplexen Präzisionsmaschinen. Zudem bietet sie in den Bereichen Mechanik, Elektrik, Elektronik und Software Engineering Dienstleistungen an. Im Hauptsitz Bleienbach befindet sich das Kompetenzzentrum für den Maschinen- und Anlagenbau.

### Daetwyler SwissTec AG
Die Daetwyler SwissTec AG produziert in der Schweiz hochwertige Rakelmesser und vertreibt diese weltweit. Dieses Stahlmesser wird in der Druckindustrie eingesetzt, um überschüssige Farbe von den Druckzylindern abzustreichen. Dadurch werden Streifenbildung und Flecken vermieden, was zu schöneren Druckergebnissen führt. 1973 hat die Daetwyler SwissTec AG zusammen mit Ringier Print, Zofingen das Lamellenrakel erfunden und eröffnete bis anhin unbekannte Möglichkeiten der industriellen Rakelherstellung. Vom Produktionsstandort in Bleienbach wird zudem das weltweite Vertriebs- und Verkaufsnetz der Daetwyler Gruppe koordiniert.

### Rotoflex AG
Die Rotoflex AG gehört seit 2016 zu der Daetwyler Gruppe. Die Firma in Grenchen stellt Farbe und Lacke für die Bereiche Food, Non-Food und Security der Druckindustrie her. Rotoflex beschäftigt in der Schweiz rund 40 Mitarbeiter und baut das Netzwerk weltweit weiter aus.

## Produktionsstandorte
Das Unternehmen hat folgende Produktionsstandorte:
- Bleienbach, Schweiz
- Ursenbach, Schweiz
- Tallinn, Estland
- Huntersville, North Carolina, USA
- Shanghai, China
- Pune, Indien